# Opasanica
Opasanica este un sat din municipiul Podgorica, Muntenegru. Conform datelor de la recensământul din 2003, localitatea are 51 de locuitori (la recensământul din 1991 erau 78 de locuitori).

## Demografie
În satul Opasanica locuiesc 45 de persoane adulte, iar vârsta medie a populației este de 48,7 de ani (48,2 la bărbați și 49,1 la femei). În localitate sunt 19 gospodării, iar numărul mediu de membri în gospodărie este de 2,68.
Populația localității este foarte eterogenă.
|  |

| Demografie | Demografie | Demografie |
| An         | Locuitori  | Locuitori  |
| ---------- | ---------- | ---------- |
|            |            |            |
|            |            |            |
|            |            |            |
|            |            |            |
| 1948       | 218        |            |
| 1953       | 233        |            |
| 1961       | 262        |            |
| 1971       | 213        |            |
| 1981       | 93         |            |
| 1991       | 78         | 75         |
| 2003       | 51         | 51         |

| \| Componența etnică conform recensământului din 2003[2] \| Componența etnică conform recensământului din 2003[2] \| Componența etnică conform recensământului din 2003[2] \| Componența etnică conform recensământului din 2003[2] \| Componența etnică conform recensământului din 2003[2] \| \| ----------------------------------------------------- \| ----------------------------------------------------- \| ----------------------------------------------------- \| ----------------------------------------------------- \| ----------------------------------------------------- \| \| \| \| \| \| \| \| Muntenegreni \| Muntenegreni \| \| 25 \| 49,01% \| \| Sârbi \| Sârbi \| \| 25 \| 49,01% \| \| necunoscută \| necunoscută \| \| 0 \| 0% \| |              |  |    |        |
| Componența etnică conform recensământului din 2003 |              |  |    |        |
| |              |  |    |        |
| Muntenegreni | Muntenegreni |  | 25 | 49,01% |
| Sârbi | Sârbi        |  | 25 | 49,01% |
| necunoscută | necunoscută  |  | 0  | 0%     |